# Сиво дронго
Сивото дронго (Dicrurus leucophaeus) е вид птица от семейство Дронгови (Dicruridae). Видът е незастрашен от изчезване.

## Разпространение
Разпространен е в Афганистан, Бангладеш, Бутан, Камбоджа, Китай, Индия, Индонезия, Лаос, Малайзия, Мианмар, Непал, Пакистан, Филипини, Шри Ланка, Тайланд и Виетнам.